# 광주차량사업소
광주차량사업소(光州車輛事業所)는 광주광역시 북구 중흥동 일원에 있는 한국철도공사의 차량사업소이다. 광주선 광주역의 구내에 위치한다.